# Axinidris kakamegensis
Axinidris kakamegensis é uma espécie de inseto do gênero Axinidris, pertencente à família Formicidae.